# Muné Tsenpo
Muné Tsenpo (em tibetano: མུ་ ནེ་ བཙན་ པོ, Wylie: Mu-ne btsan-po, 742 – 797 ), foi imperador do Império Tibetano aproximadamente entre 797 e 799. Este período da história tibetana, próximo ao fim e após o reinado de Trisong Detsen, é muito obscuro e as fontes fornecem histórias e datas conflitantes.

## Vida
Muné Tsenpo é um nome Zhangzhung que significa Namkha Tsenpo ou Rei do Céu. 
Trisong Detsen teve quatro filhos. O mais velho, Mutri Tsenpo, aparentemente morreu jovem. Quando Trisong se aposentou (c. 797) para fixar residência no Palácio Nyugmakhar (sMyug ma mkar) em Zungkhar (Zung mkhar), entregou o trono ao seu filho sobrevivente mais velho, Muné Tsenpo. 
A maioria das fontes dizem que o reinado de Muné durou apenas cerca de um ano e meio, enquanto muitos estudiosos ocidentais acreditam que isso teria sido muito curto e alguns sugeriram que ele reinou de 797 a 804. O Deb-ston, no entanto, registra um reinado de 17 anos, mas isso foi atribuído a uma leitura incorreta dos relatos chineses. 
O Testamento de Ba (dBa 'bzhed) afirma que Muné Tsenpo insistiu que o funeral de seu pai fosse realizado de acordo com os ritos budistas ao invés do tradicionalista Bön. 
Fontes tibetanas dizem que ele tentou três vezes, sem sucesso, garantir a distribuição equitativa de terras e propriedades; mas cada vez os ricos ficavam mais ricos e os pobres ficavam mais pobres. 
Após um curto reinado, Muné Tsenpo, supostamente foi envenenado por ordem de sua mãe, Magyal Dongkar, que tinha ciúmes de sua bela jovem esposa, a Rainha Phoyongsa (pho-yong-bza' rgyal-mo-btsun).  Após sua morte, Mutik Tsenpo  era o próximo na linha de sucessão ao trono, no entanto foi banido para Lhodak Kharchu (lHo-brag ou Lhodrag) perto da fronteira com o Butão por assassinar um ministro sênior,  embora algumas pessoas acreditem que ele governou por um período indeterminado. Seja como for, o irmão mais novo, Tride Songtsen (também conhecido como Sadnalegs), estava definitivamente governando em 804. 